# 아르고나우타이
아르고나우타이(Αργοναύται)는 고대 그리스 전설에서 영웅 이아손과 함께 황금양모를 구하기 위해 콜키스로 떠난 50명의 영웅들을 말한다. 아르고나우타이의 뜻은 '아르고 배의 선원들'이란 뜻으로 이 영웅들이 타고 간 배의 이름이 아르고였다. 이들을 아르고 원정대라고 부른다.

## 이야기
이올코스의 왕 크레테우스가 죽자 이올코스의 왕위는 아들 아이손에게 돌아가야 했다. 그러나 아이손이 아직 어렸기 때문에 아이손의 동생 펠리아스 (아이손의 어머니 티로와 포세이돈 사이에서 태어남)는 아이손을 감금하고 왕위를 찬탈한다. 아이손은 유배지에서 아들 이아손을 몰래 낳았는데 이아손은 장성하여 이올코스로 돌아와 자신의 왕위계승권을 주장한다. 펠리아스는 콜키스에 있는 황금양피를 가져오면 왕위를 내놓겠다고 말한다. 이아손은 그리스 각지에서 영웅들을 모으는 한편 아르고스라는 사람에게 크고 빠른 배를 만들게 한다. 이렇게 지어진 배가 바로 아르고 호이다.
이아손은 자신의 모험을 함께 할 모험가들을 아르고 호에 태우고 원정을 떠나는데 그 숫자는 전승에 따라 다른데 대략 50명이었다.
이아손이 이끄는 원정대는 이올코스의 파가사이를 떠나 수많은 모험을 경험한다. 특히 하르퓌아이에게 고통을 받던 피네오스 왕을 구해주었는데 그 보답으로 피네오스는 콜키스로 가는 길과 난파선을 만드는 암벽들을 지나가는 방법을 알려주었다. 이아손은 피네오스의 조언에 따라 비둘기를 미리 보내 암벽이 합쳐지게 한 다음 암벽이 다시 되돌아가는 사이에 아르고 호를 빠져나가게 했다.(이 때 비둘기의 꽁지깃이 끼어 빠졌다고도 한다.)
이들은 온갖 어려움을 이겨내고 파시스 강의 탁류를 거슬러올라가 콜키스(지금의 흑해 연안 그루지아 부근)에 도달하였다. 아이손은 콜키스의 왕 아이에테스에게 황금 양피를 요구했다.

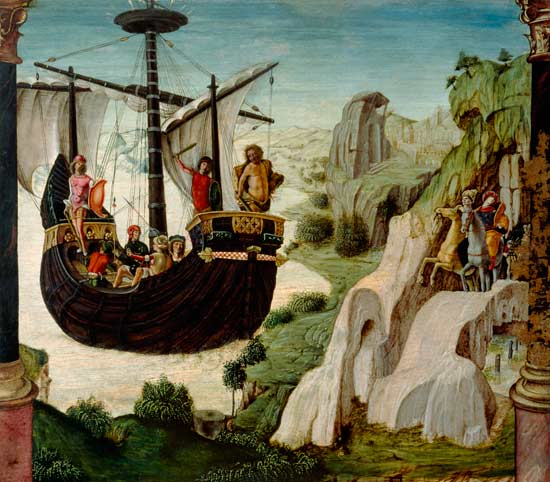
아르고 호 - 로렌조 코스타작

## 아르고호의 선원들
아르고호의 선원들의 정확한 명단을 밝혀진바가 없다. 다음은 여러 문헌에 나오는 선원들의 이름을 모은 것이다.
1. 나우폴리오스 : 뱃길 잘 헤아리는 아르고스사람
2. 네스토르 : 나중에 트로이 전쟁에도 참가함, 장수(長壽)한 것으로 유명함
3. 라에르테스 : 오디세우스의 아버지
4. 린케오스 : 천리안을 가짐, 원정대의 망보는 사람, 이다스의 형제
5. 메데이아 : 이아손의 부인, 원정대의 대원으로 포함하지 않기도 함
6. 멜라스 :
7. 멜레아그로스 : 칼리돈 왕 오이네우스의 아들, 냄새에 민감한 사냥꾼
8. 몹소스 : 원정대의 예언자
9. 벨레로폰 : 키마이라를 처치한 영웅
10. 보레아드 : 쌍둥이 형제 칼라이스와 제토스, 북풍의 신 보레아스의 아들들
11. 부테스 : 세이렌의 노래에 홀려 바다에 빠짐
12. 아드메토스 : 페라이의 왕, 페레스의 아들
13. 아르고스 : 아르고 호를 제작한 사람
14. 아우톨루코스 : 헤르메스의 아들
15. 아이탈리데스 : 헤르메스의 아들, 원정대의 전령역할
16. 아스칼라포스
17. 아카스토스 : 펠리아스의 아들, 투창의 명수
18. 아탈란테 : 일설에 의하면 그녀는 여자였기 때문에 이아손이 배에 태우지 않았다고 함. 유일한 여자 선원
19. 악타이온
20. 악토르 : 히파소스의 아들
21. 안카이오스 : 원정대의 조타수
22. 암피온
23. 에키온
24. 에르기노스 : 밀레토스사람, 머리가 하얗게 셈
25. 에우페모스 : 포세이돈의 아들, 원정대의 조타수 역할
26. 에우리알로스
27. 오일레우스
28. 오르페우스 : 악기의 명인
29. 이다스 : 발이 빠른 것으로 유명, 륀케오스와 형제지간
30. 이드몬 :원정대의 망꾼, 눈/귀가 밝음
31. 이아손 :원정대의 대장, 영어발음은 제이슨
32. 이올라오스 : 헤라클레스의 조카
33. 이피토스 : 현상들을 신의 뜻으로 풀기를 좋아함
34. 카스토르 : 씨름 잘 하기로 유명
35. 클뤼티오스 : 에우뤼토스의 아들, 아폴론에게 활쏘기 시합을 도전했다가 죽임을 당함.
36. 탈라오스
37. 텔라몬 : 헤라클레스의 절친한 친구, 펠레우스의 형.
38. 티피스 : 원정대의 조타수, 알 수 없는 병으로 죽음
39. 메노이티우스: 아킬레우스의 절친한 친구인 파트로클로스의 아버지
40. 팔라이몬 : 헤파이스토스의 아들
41. 펠레로스 : 주신 디오니소스의 사생아
42. 페리클뤼메노스 : 포세이돈의 아들, 둔갑의 도사
43. 페이리토스 : 걸어다니며 세상 소문을 많이 들음
44. 펠레우스 : 아킬레우스의 아버지, 텔라몬의 동생
45. 필록테테스 : 활의 명인
46. 포리클리메노스 :넬라오스의 아들
47. 포이아스 : 활의명수
48. 폴리데우케스 : 틴다레오스의 아들, 권투잘하기로 유명, 헤파이스토스에게 부탁 오른손에 쇠주먹을 담
49. 프론티스
50. 헤라클레스 : 유명한 영웅, 힐라스를 찾기 위해서 아르고 호 원정에 하차한다.
51. 힐라스 : 일설에 따르면 헤라클레스의 아들,혹은 딸린 부동. 샘의 요정들에 유혹당해 하차한다.

## 같이 보기
- 이아손
- 황금양모